# 永田德本
永田德本，出生於永正10年（1513年）卒於1630年3月27日（寬永7年陰曆2月14日)、是日本戰國時代後期至江戶時代初期有名的醫師。被稱為「甲斐的德本」、「十六文先生」和「日本醫聖」。號“知足齋”、“乾室”。他以騎在牛背上四處旅行、便宜的收費行醫濟助窮困者的形象流傳至後世。
傳說於戰國時代中期1513年出生於三河國（尚有其他說法）。此後前往出羽（有的說法是鹿島）進修，向田代三喜學習李朱醫學（傳自明朝的中醫學）。之後移居至信濃・甲斐居住、成為武田信虎・信玄的御醫。武田氏滅亡後、至東海・關東諸國巡迴、給貧窮的人免費醫療，一般人則只收取便宜的十六文錢(亦有說法是十八文錢)，超過的金額則一律謝絕，因此被為「十六文先生」。此外、他又精通本草學，傳說曾在甲斐推展新的葡萄栽培法。
在江戶時代時、他曾治癒幕府將軍德川秀忠、且並沒有因為對方是將軍的身份而多收取費用即瀟灑離去。德本在1630年逝世，享年118歲，在當時可謂令人難以致信的長壽。晩年居住在岡谷，現仍有墓碑在當地。著書有『梅花無盡藏』、『德本翁十九方』等書。
現在日本的製藥公司「德本(Tokuhon)」的名字即出自永田德本。